# Éditions du Riez
Les éditions du Riez sont une maison d'édition française, spécialisée dans les littératures de l'imaginaire (fantasy, fantastique, science-fiction). 
Fondées par Alexis Lorens à Logonna-Daoulas en 2009, à la suite des fermetures successives des Éditions Nuit d'avril et des Éditions de l'Oxymore, les éditions du Riez furent actives jusqu'en juin 2017.
En neuf ans d'existence, les éditions du Riez ont publié plus d'une quarantaine de titres, avec des auteurs tels que Valérie Simon, Sophie Dabat, Céline Guillaume, Patrick Eris, Franck Ferric ou Christophe Nicolas.

## Collections
- Brumes étranges (littérature de fantastique, fantasy et science-fiction)
- Sentiers obscurs (polars et thrillers)
- Vagues celtiques (ouvrages liés à la culture bretonne)
- Pages solidaires (ouvrages collectifs et engagés)
- Graffics (bandes dessinées et romans graphiques)

## Ouvrages publiés
Brumes étranges
- La Loi du désert, Franck Ferric, août 2009
- Les Sombres romantiques,  anthologie dirigée par Mathieu Coudray, décembre 2009
- Food for Maggots, Virginia Schilli, décembre 2009
- L'Héritière d'Owlon, Patrick S. Vast, décembre 2010
- Les Dames Baroques, anthologie dirigée par Estelle Valls de Gomis, novembre 2010
- Cycle Anders Sorsele, tome 1 : Par le Sang du démon, Virginia Schilli,  mai 2010
- Cycle Anders Sorsele, tome 2 : Délivre-nous du mal, Virginia Schilli, novembre 2010
- Au Sortir de l'Ombre, Lise Syven, janvier 2011
- Les Pousse-pierres, Arnaud Duval, mai 2011
- Les Tangences divines, Franck Ferric, septembre 2011
- Absinthe et démons, Ambre Dubois, octobre 2011
- Arkem, la pierre des ténèbres, tome 1 : Yanis déesse de la mort, Valérie Simon, septembre 2012
- Les Chroniques de Siwès, tome 1 : La Guerrière fantôme, Lise Syven, octobre 2012
- Le Sang des chimères, tome 1 : Mutante, Sophie Dabat, mai 2013
- Le Sang des chimères, tome 2 : Errante, Sophie Dabat, septembre 2013
- Cycle Anders Sorsele, tome 3 : L'Héritage du serpent, Virginia Schilli, mai 2013
- Destination Mars,  anthologie dirigée par Marc Bailly, mai 2013
- Dernière semaine d'un reptile, Franck Ferric, février 2013
- Arkem, la pierre des ténèbres, tome 2 : Sinièn déesse de la vie, Valérie Simon, janvier 2013
- Arkem, la pierre des ténèbres, tome 3 : Tahnee-Sharn, Déesse de l'Alliance, Valérie Simon, mai 2013
- Arkem, la pierre des ténèbres, tome 4  : Morwen, Déesse de l'amour, Valérie Simon, octobre 2013
- Le Sang des chimères, tome 3 : Vivante, Sophie Dabat, février 2014
- Le Flibustier du Froid, Ludovic Rosmorduc, septembre 2014
- Les Ombres de Torino, Arnaud Duval, novembre 2014
- Rédemption, Bérengère Rousseau, février 2015
- Les Chroniques de Siwès, tome 2 :  Le Lion à la langue fourchue, Lise Syven, mars 2015
- La Reine des esprits, tome 1 : Coup d'état, Valérie Simon, mai 2015
- Le Jarwal, Patricia le Sausse, mai 2016

Sentiers obscurs
- Un Autre, Christophe Nicolas, septembre 2010
- Projet Harmonie, Christophe Nicolas, mars 2012
- Moi et ce diable de blues, Richard Tabbi, Ludovic Lavaissière, octobre 2012
- Le Goût des cendres, Maëlig Duval, avril 2014
- Les Songes-creux, Arnaud Prieur, décembre 2014
- La Maison Ogre, Arnaud Prieur, mai 2014
- Les Runes de Feu, Cyril Carau, mai 2015
- Ulan Bator, Richar Tabbi, juin 2015
- Ceux qui grattent la terre, Patrick Eris, février 2016

Vagues celtique
- Le Ballet des âmes, Céline Guillaume, juillet 2010

Pages solidaires
- Contes du monde,  anthologie dirigée par Alexis Lorens, décembre 2011
- Cœurs de loups,  anthologie dirigée par Valérie Lawson et Charlotte Bousquet, mai 2013

Graffics
- Cœur Empoisonné, Bloody Countess, avril 2011
- Memories of Retrocity, Bastien Lecouffe-Deharme, mai 2011
- Le Pantin sans visage, Aalehx, octobre 2011
- La Nuit des Pantins, Aalehx, novembre 2015
- Retour à Silence, Franck Ferric et Pierre le Pivain, mars 2015
- Le Cabinet de curiosités, Alexandra V. Bach et Hilda Alonso, septembre 2016

## Récompenses
Prix Futuriales de la révélation jeunesse (2012),  pour Les Pousse-pierres, d'Arnaud Duval. 